# Object Exchange
OBject EXchange est un protocole de l'IrDA proche d'une version binaire de HTTP. Initialement créé par l'IrDA pour les transports sur faisceaux infrarouges, il a été par la suite adapté à d'autres canaux à bande passante réduite, notamment Bluetooth.
Il est notamment utilisé pour dialoguer avec :
- de nombreux assistants personnels ;
- de nombreux téléphones portables.